# Szívós István (vízilabdázó, 1948)
Szívós István (Budapest, 1948. április 24. – Budapest, 2019. november 10.) olimpiai, világ- és Európa-bajnok magyar vízilabdázó, edző, sportvezető, fogorvos. Az 1973-as világbajnok és az 1976-os olimpiai bajnok magyar vízilabda-válogatott tagja. Pályafutása során kilencszer nyert magyar bajnokságot. Aktív pályafutása után edző lett, majd 1991 és 1998 között a Ferencvárosi TC ügyvezető elnöke volt. Ezenkívül a Semmelweis Egyetemen oktatott. Édesapja id. Szívós István szintén olimpiai bajnok vízilabdázó, fia Szivós Márton világbajnok vízilabdázó.

## Sportolói pályafutása
Tizenkét éves korában kezdett el vízilabdázni a Ferencvárosi TC színeiben, az élvonalban fiatalon bemutatkozott, az 1964-es kupagyőztes csapat tagja volt. Első magyar bajnoki címét 1965-ben ünnepelte. Ferencvárosi időszakában összesen két bajnoki címet (1965, 1968) és három kupagyőzelmet (1964, 1965, 1967) szerzett. 1968-ban, a Semmelweis Orvostudományi Egyetem fogorvosi szakára történt felvételekor az Orvosegyetem SC játékosa lett. Fogorvosi diplomáját 1974-ben szerezte meg. A csapattal összesen hét bajnoki címet (1969–1974, 1978), két kupagyőzelmet (1970, 1974) és két BEK-győzelmet (1973, 1978) ünnepelhetett. Az OB I-ben 327 mérkőzésen jutott lehetőséghez.
A válogatottban tizennyolc évesen, 1966-ban mutatkozott be, ahol 1980-ig összesen 308 alkalommal szerepelt. Első jelentős tornája az 1966-os Európa-bajnokság volt, ahol ötödik helyezett lett a csapat. Az 1968-as mexikóvárosi nyári olimpiára utazó keret tagja volt, ahol bronzérmet szerzett a válogatottal. Négy évvel később, Münchenben ezüstérmes, majd a magyar olimpiai csapat számára gyengén végződő montreali olimpián a győztes csapat tagja. Az 1980-as moszkvai olimpián (ahol a magyar csapat zászlóvivője volt) ismét bronzérmet szerzett. Ezenkívül 1973-ban világbajnoki arany-, 1975-ben és 1978-ban ezüstérmes. Az 1970-es Európa-bajnokságon ezüst-, az 1974-es és 1977-es bajnokságokon aranyérmet szerzett. 1979-ben Világkupa-győztes. 1980-ban vonult vissza az aktív versenysporttól.
1969-ben, 1970-ben és 1971-ben az év vízilabdázójának választották Magyarországon. 1994-ben a A Magyar Érdemrend középkeresztje kitüntetés polgári tagozatát vehette át, két évvel később pedig az International Swimming Hall of Fame, azaz a a vizes sportok halhatatlanjainak tagjai közé is beválasztották. 2000-ben az évszázad csapatának tagja lett. 2016-ban Papp László Budapest-Sportdíjat vehetett át.

## Visszavonulása után
1980-ban a Medicor OSC technikai vezetőjévé nevezték ki, közben 1981-ben elvégezte a Testnevelési Főiskola edző szakát. 1983-ban korábbi egyesülete, a Ferencvárosi TC edzője lett. Itt 1990-ig dolgozott. 1986-ban az utánpótlás vízilabda-válogatottak szövetségi kapitányává nevezték ki. A csapatokat négy évig irányította. 1990-ben pályázott a felnőtt szövetségi kapitány posztjára, de nem kapott elegendő támogatást. 1991. január 10-én az FTC ügyvezető elnökévé választották, amely tisztségét az 1998. december 3-án történt lemondása után, az év végéig töltötte be. Ezt követően az egyesület vízilabda-szakosztályának elnöke, 2002-ben a Központi Sportiskola (KSI) szakágvezetője lett. 1992-ben és 1996-ban beválasztották a Magyar Vízilabda-szövetség elnökségébe. 2012-ben az utánpótlás bizottság elnökeként újabb négy évre az elnökség tagja lett.
Sportvezetői munkáin kívül 1974 és 1982 között a Semmelweis Orvostudományi Egyetem (2000-től Semmelweis Egyetem) Gyermekfogászati és Fogszabályozási Klinikájának tanársegédeként, majd 1982-től adjunktusaként dolgozott.
2015-től az Olimpiai Bajnokok Klubjának delegáltjaként a MOB tagja volt.

## Díjai, elismerései
- Az év magyar vízilabdázója (1969, 1970, 1971)
- A Magyar Köztársasági Érdemrend középkeresztje (1994)
- Az Úszó Hírességek Csarnoka tagja (1996)
- Az évszázad magyar vízilabda-válogatottjának tagja (2000)
- Papp László Budapest-Sportdíj (2016)[9]
- Csík Ferenc-díj (2018)[10]
- Belváros-Lipótváros díszpolgára (2019) /posztumusz/[11]

### Eredményei edzőként
Klubedzőként:
- Magyar bajnok: 1987–1988, 1989–1990
- Magyar kupa győzelem: 1989, 1990
- KEK: 1989 elődöntő

Utánpótlás szövetségi kapitányként:
- 1988 junior Eb 3. hely
- 1989 ifi Eb 1. hely
- 1989 junior vb 5. hely

## Családja
Édesapja id. Szívós István, aki az 1952-es és 1956-os olimpiai bajnok csapat tagja volt, valamint fiának több évig edzője az OSC-ben. Nős volt, felesége Székely Márta. Házasságukból két gyermek (egy leány és egy fiú) született. Fia, Szivós Márton világbajnok vízilabdázó.

## Halála
2019. november 10-én hunyt el, 71 éves korában. Temetése november 26-án volt a Farkasréti temetőben.